# Notozomus raveni
Notozomus raveni är en spindeldjursart som beskrevs av Harvey 1992. Notozomus raveni ingår i släktet Notozomus och familjen Hubbardiidae. Inga underarter finns listade i Catalogue of Life.